# Cyrtopodion rhodocaudum
Cyrtopodion rhodocaudum este o specie de șopârle din genul Cyrtopodion, familia Gekkonidae, descrisă de Baig 1998. Conform Catalogue of Life specia Cyrtopodion rhodocaudum nu are subspecii cunoscute.